# Liste der existierenden päpstlichen Tiaren
Die Päpstliche Tiara ist eine Krone, die von den Päpsten seit Jahrhunderten getragen wurde, bis sie von Papst Johannes Paul I. für seine Krönung 1978 abgelehnt wurde. Sie wurde immer als Zeichen der weltlichen Herrschaft des Papstes gedeutet. Aktuell wird sie im Wappen des Heiligen Stuhles und der Vatikanstadt verwendet, aber seit Benedikt XVI. nicht mehr im persönlichen Wappen des Papstes. Am Festtag des Petrus wird jedes Jahr seine Statue im Petersdom gekrönt.
Päpste beauftragten für die Herstellung der Tiaras Juweliere oder erhielten sie als Geschenk. Als 1798 Rom von den französischen Truppen besetzt war, wurden alle Tiaras bis auf eine gestohlen oder zerstört. Seitdem haben die Päpste wieder zwanzig Tiaras als Geschenk erhalten oder verwendet. Mehrere wurden von Päpsten überhaupt nicht getragen. Das gilt besonders für jene, die nach 1963 dem jeweils amtierenden Papst geschenkt wurden.

## Liste der päpstlichen Tiaras, die noch existieren
|    |  | Name                         | Jahr               | Anmerkungen |
| -- |  | ---------------------------- | ------------------ | --- |
| 1  |  | Tiara von Papst Gregor XIII. | 1572–1585          | Die älteste existierende Tiara, hergestellt von Cristoforo Foppa. Ursprünglich war sie mit Smaragden (404,5 Karat) besetzt, welche später für Napoleons Tiara verwendet wurden. |
| 2  |  | Pappmaché-Tiara              | 1800               | Hergestellt für die Krönung von Papst Pius VII. im Exil in Venedig, während die restlichen Tiaras von den französischen Truppen in Rom 1798 beschlagnahmt waren. Dekoriert war sie mit Juwelen, die von der lokalen Bevölkerung gespendet wurden. Wurde viele Jahrzehnte als leichte Variante getragen. |
| 3  |  | Napoleon-Tiara               | 1804               | Napoleon Bonaparte schenkte dem Papst diese Tiara |
| 4  |  | Tiara von Papst Gregor XVI.  | 1834               | Eine der meist getragenen Tiaras. Wurde von Pius IX. und Pius X. getragen. |
| 5  |  | Tiara von Papst Gregor XVI.  | 1845               | |
| 6  |  | Tiara von Papst Gregor XVI.  | Datum unbekannt    | Leichte Ausführung |
| 7  |  | Tiara von Papst Pius IX.     | 1846               | Krönungstiara; wurde für zukünftige Krönungszeremonien angewendet. Pius XII. trug ausschließlich diese als Tiara. |
| 8  |  | Spanische Tiara              | 1855               | Ein Geschenk von Isabella II. Sie wiegt drei Pfund. |
| 9  |  | Tiara von Papst Pius IX.     | späte 1850er Jahre | Ein Geschenk der Kongregation vom Heiligen Kreuz. Sie wird in der Basilica of the Sacred Heart der University of Notre Dame in Indiana ausgestellt. |
| 10 |  | Belgische Tiara              | 1871               | Ein Geschenk an Papst Pius IX. von den Frauen des Königlichen Hofes von Belgien, von Jean-Baptiste Bethune aus Gent hergestellt. |
| 11 |  | Tiara von Papst Pius IX.     | 1870er Jahre       | Leichte Ausführung |
| 12 |  | Palatin-Tiara                | 1877               | Ein Geschenk der Palatingarde an Papst Pius IX. zu seinem goldenen Bischofsjubiläum. |
| 13 |  | Deutsche Tiara               | 1887               | Ein Geschenk von Kaiser Wilhelm I. zum goldenen Priesterjubiläum von Papst Leo XIII. |
| 14 |  | Paris-Tiara                  | 1888               | Ein Geschenk der Katholiken von Paris zum goldenen Priesterjubiläum von Papst Leo XIII. Von Émile Froment-Meurice. |
| 15 |  | Österreichische Tiara        | 1894               | Ein Geschenk von Kaiser Franz Joseph I. |
| 16 |  | Goldene Tiara                | 1903               | Präsentiert von Kardinal Pietro Respighi im Auftrag der Katholiken der Welt zum silbernen Jubiläum von Papst Leo XIII. als Papst. |
| 17 |  | Tiara von Papst Pius X.      | 1908               | Ein Geschenk des päpstlichen Juweliers Tatani zum goldenen Priesterjubiläum von Papst Pius X. |
| 18 |  | Tiara von Papst Pius XI.     | 1922               | Ein Geschenk des Erzbistums Mailand. |
| 19 |  |                              | 1959               | Ein Geschenk für Papst Johannes XXIII. von den Bürgern von Bergamo, seiner Heimat, zu Ehren seiner Wahl. |
| 20 |  | Tiara von Papst Paul VI.     | 1963               | Die letzte Tiara, die zur päpstlichen Krönung getragen wurde. Hergestellt von einer Mailänder Handwerkerin im modernen Stil mit kleinen Ornamenten. Eine sehr leichte Version. Wird in der Basilika National Shrine of the Immaculate Conception in Washington, D.C. ausgestellt.                       |
| 21 |  |                              | 1981               | Wurde für Papst Johannes Paul II. von den ungarischen Katholiken angefertigt. Ungetragen. Verbleib unbekannt. |
| 22 |  |                              | 2011               | Wurde Papst Benedikt XVI. am 25. Mai 2011 von einer Gruppe deutscher Katholiken gezeigt. Ungetragen. |
| 23 |  |                              | 2016               | Wurde Papst Franziskus am 16. Mai 2016 durch den Präsidenten des Parlaments der Republik Mazedonien Trajko Veljanov überreicht. Hergestellt von den Nonnen des Klosters von Rajcica. Ungetragen. |